# افسرده
افسرده (انگلیسی: Affluenza) یک فیلم آمریکایی در ژانر درام به کارگردانی کوین اش است که در سال ۲۰۱۴ منتشر شد. این فیلم برداشتی آزاد از گتسبی بزرگ اثر اف. اسکات فیتزجرالد است.

## بازیگران
- گرانت گاستین
- گرگ سالکین
- نیکولا پلتز
- سامانتا ماتیس
- استیو گوتنبرگ
- بن روزنفیلد
- کارلا کِـوِدو

## داستان
در سال ۲۰۰۸، فیشر میلر بن روزنفیلد، یک دانشجوی جوان عکاسی، با یک تاجر ثروتمند، آقای کارسون کورنبرگ ریس ملاقات می‌کند تا به او کمک کند تا به مدرسه هنر برود و…